# Wer hat dem Rabbi den Koks geklaut?
Wer hat dem Rabbi den Koks geklaut?, auch bekannt als Levy und Goliath, ist eine französische Filmkomödie aus dem Jahr 1987 des Regisseurs Gérard Oury.

## Handlung
Der jüdische Diamantenschleifer Moses lebt und arbeitet im belgischen Antwerpen und hält sich streng an seine religiöse Gesinnung. Die bislang heile Welt des Rabbiners wird allerdings auf den Kopf gestellt, als er mit Edelsteinstaub im Gepäck zu den Renault-Werken unterwegs ist. Im Zug gen Frankreich macht er die Bekanntschaft von Malika, die sich kurz darauf als Drogenschmugglerin entpuppt. Durch eine Verkettung von Umständen, ausgelöst durch eine polizeiliche Überprüfung, landet das Rauschgift in Moses Tasche. Dies hat zur Folge, dass der Rabbiner unfreiwillig zum Drogenschmuggler wird und statt des Staubs das Heroin im Werk abliefert, was fast die gesamte dortige Belegschaft außer Gefecht setzt.
Das Schlimmste an der Sache aber ist der wahre Besitzer der Drogen: Goliath, ein berüchtigter Gangster und Bandenchef, welcher nun alles daran setzt, seine Ware zunächst von Brigitte und später auch von Moses wiederzubekommen. Verfolgt von den Gaunern bleibt Moses nur die Möglichkeit unterzutauchen, weshalb er sich letztlich an seinen Bruder Albert wendet. Das Problem an der Sache: beide haben seit Jahren nicht miteinander gesprochen, da Moses seinem Bruder nicht verzeihen kann, dass dieser die Nicht-Jüdin Brigitte geheiratet hat sowie im Pariser Vergnügungsviertel Pigalle eine Bar betreibt. Er hat allerdings keine Wahl und versteckt sich schließlich im Rotlichtmilieu.
Neben dem damit einhergehenden Kulturschock muss Moses nun über seinen Schatten springen, Goliath und dessen Bande das Handwerk legen sowie Malika, in die er sich inzwischen verliebt hat, aus dem kriminellen Einfluss befreien.

## Kritiken
„Turbulente, aktionsreiche Komödie mit besinnlichen Tönen.“

## Bemerkenswertes
- Goliath fährt im Film einen auffälligen Oldtimer der Marke Citroën Traction Avant mit so genannten Selbstmördertüren.
- Im Finale kann Moses Goliath besiegen, indem er sich an die biblische Geschichte um David und Goliath erinnert und den Gangster mit einer großen Schraubenmutter tötet.